# Kim Cattrall

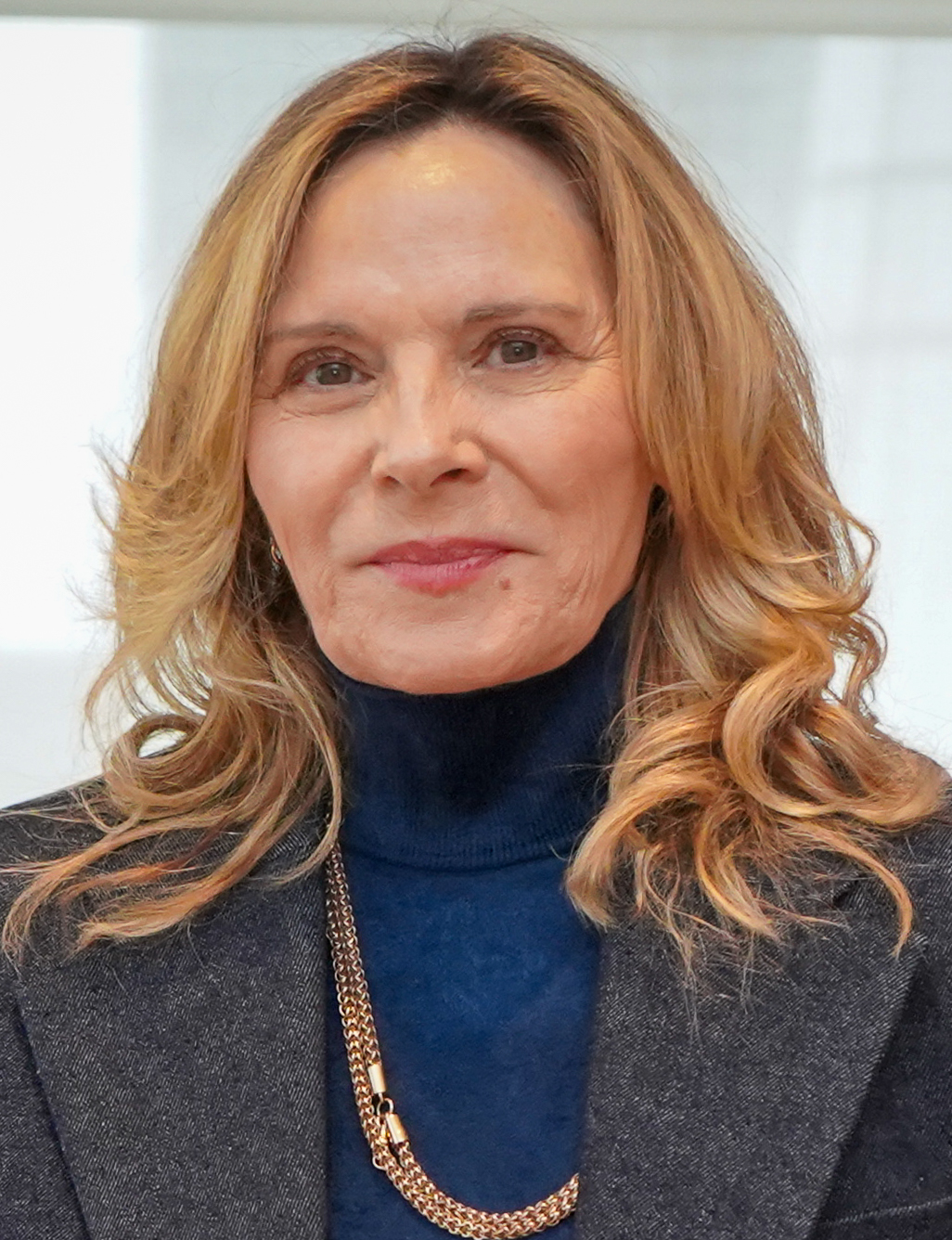
Kim Cattrall (2024)

Kim Victoria Cattrall (/kəˈtræl/; * 21. August 1956 in Liverpool) ist eine kanadisch-britische Schauspielerin, die vor allem als Samantha Jones in der Serie Sex and the City bekannt wurde. Sie erhielt dafür einen Golden Globe Award sowie zwei Screen Actors Guild Awards. 2020 wurde sie US-Bürgerin.

## Leben und Karriere
Als Kim Cattrall drei Monate alt war, wanderten ihre Eltern mit ihr von England nach Kanada aus. Im Alter von elf Jahren kehrte sie zurück und absolvierte eine Ausbildung an der London Academy of Music and Dramatic Art. Zurück in Vancouver machte Cattrall ihren Highschool-Abschluss und erhielt ein Stipendium für die American Academy of Dramatic Arts in New York City. In ihrem Abschlussjahr bekam sie eine erste Filmrolle in Otto Premingers Unternehmen Rosebud (1975). Danach kehrte sie erneut nach Kanada zurück und spielte hauptsächlich in Vancouver und Toronto Theater. Es folgte eine Gastrolle in der Fernsehserie Columbo (Mord per Telefon).
Kim Cattrall war insgesamt drei Mal verheiratet: Ihre 1977 geschlossene Ehe mit Larry Davis wurde 1979 annulliert. Mit ihrem zweiten Mann, dem Architekten Andre J. Lyson, war sie von 1982 bis 1989 verheiratet. Mit ihm lebte sie mehrere Jahre in Frankfurt am Main, weshalb sie auch Deutsch spricht. Ihre dritte Ehe mit dem Hi-Fi-Verstärker-Entwickler Mark Levinson hielt von 1998 bis 2004.
Zwischen 1975 und 1998 hatte Cattrall zahlreiche Auftritte in Fernsehserien und Kinofilmen, von denen ihre Rolle im ersten Teil der Police-Academy-Filmreihe eine der bekanntesten ist. Ab 1998 wurde sie einem breiten Publikum als Samantha Jones in der Fernsehserie Sex and the City bekannt.
Ende November 2008 ließ sich Cattrall – zusammen mit anderen prominenten Frauen – von dem Fotografen Tom Hunter für eine Rettungsaktion des Gemäldes Diana und Aktäon von Tizian mit entblößter Brust porträtieren, um zu verhindern, dass das Gemälde an eine Privatsammlung verkauft wird und der Öffentlichkeit nicht mehr zugänglich ist.
2009 erhielt Cattrall einen Stern auf dem Canada’s Walk of Fame in der King Street in Toronto. 2020 nahm sie die Staatsbürgerschaft der Vereinigten Staaten an.

## Publikationen
- mit Mark Levinson: Satisfaction. Die Kunst des weiblichen Orgasmus. Zweitausendeins, Frankfurt am Main 2004, ISBN 3-86150-644-0.
- Sexual Intelligence. Schwarzkopf & Schwarzkopf, Berlin 2005, ISBN 3-89602-661-5.
- mit Amy Briamonte: Girl. Wie es ist, ein Mädchen zu sein. Schwarzkopf & Schwarzkopf, Berlin 2006, ISBN 3-89602-735-2.

## Filmografie (Auswahl)
- 1975: Unternehmen Rosebud (Rosebud)
- 1976: 1993 – Welt im Chaos (Deadly Harvest)[4]
- 1977: Quincy (Quincy, M. E., Fernsehserie, Folge 2x13)
- 1977: Die Zwei mit dem Dreh (Switch, Fernsehserie, Folge 3x06)
- 1978: Columbo: Mord per Telefon (How to Dial a Murder, Fernsehreihe)
- 1978: Starsky & Hutch (Starsky and Hutch, Fernsehserie, Folge 4x03)
- 1978: Eine amerikanische Familie (Family, Fernsehserie, Folge 4x05)
- 1979: Der unglaubliche Hulk (The Incredible Hulk, Fernsehserie, Folge 2x19)
- 1979: Vegas (Vega$, Fernsehserie, Folge 1x22)
- 1979: Drei Engel für Charlie (Charlie’s Angels, Fernsehserie, Folge 4x05 Der falsche Bräutigam)
- 1979, 1982: Trapper John, M.D. (Fernsehserie, 2 Folgen, verschiedene Rollen)
- 1980: Ein Sommer in Manhattan (Tribute)
- 1981: Porky’s
- 1983: Die Himmelhunde von Boragora (Tales of the Gold Monkey, Fernsehserie, Folge 1x19)
- 1984: Police Academy – Dümmer als die Polizei erlaubt (Police Academy)
- 1985: Der Boß (Hold-up)
- 1986: Big Trouble in Little China
- 1987: Mannequin
- 1988: Palais Royal (Palais Royal)
- 1988: Masquerade – Ein tödliches Spiel (Masquerade)
- 1989: Crazy Honeymoon – Ein verrückter Hochzeitstrip
- 1989: Die Rückkehr der Musketiere (The Return of the Musketeers)
- 1990: Fegefeuer der Eitelkeiten (The Bonfire of the Vanities)
- 1991: Star Trek VI: Das unentdeckte Land (Star Trek VI: The Undiscovered Country)
- 1992: Split Second
- 1992: Das zweite Gesicht (Double Vision)[5]
- 1993: Wild Palms (Miniserie)
- 1994: Cyborg Agent (Running Delilah, Fernsehfilm)
- 1996: In den Fängen des Wahnsinns (Where Truth Lies)
- 1997: Outer Limits – Die unbekannte Dimension (The Outer Limits, Fernsehserie, Folge 3x03)
- 1997: Nach gefährlichen Regeln (Exception to the Rule)
- 1997: Lethal Invasion – Attacke der Alien-Viren (Invasion, Fernsehfilm)
- 1998: Revenant – Sie kommen in der Nacht (Modern Vampires, Fernsehfilm)
- 1998: Creature – Tod aus der Tiefe (Creature, Fernsehfilm)
- 1998–2004: Sex and the City (Fernsehserie, 94 Folgen)
- 1999: Die Windel-Gang (Baby Geniuses)
- 1999: 36 Stunden bis zum Tod (36 Hours to Die, Fernsehfilm)
- 2001: 15 Minuten Ruhm (15 Minutes)
- 2002: Not a Girl (Crossroads)
- 2003: Shortcut to Happiness – Der Teufel steckt im Detail (The Devil and Daniel Webster)
- 2005: Die Eisprinzessin (Ice Princess)
- 2006: The Tiger’s Tail
- 2007: My Boy Jack (Fernsehfilm)
- 2008: Sex and the City – Der Film (Sex and the City: The Movie)
- 2010: Der Ghostwriter (The Ghost Writer)
- 2010: Sex and the City 2
- 2010: Meet Monica Velour
- 2010: Any Human Heart – Eines Menschen Herz (Any Human Heart, Fernsehserie, Folgen 1x03–1x04)
- 2011: Producing Parker (Fernsehserie, 17 Folgen, Stimme)
- 2013–2016: Sensitive Skin (Fernsehserie, 12 Folgen)
- 2016: Zeugin der Anklage (The Witness for the Prosecution, Fernsehfilm)
- 2017: Modus (Fernsehserie, 8 Folgen)
- 2018–2019: Tell Me a Story (Fernsehserie, 9 Folgen)
- 2020: Filthy Rich (Fernsehserie, 10 Folgen)
- 2022–2023: How I Met Your Father (Fernsehserie)
- 2022: Queer as Folk (Fernsehserie, 7 Folgen)
- 2023: Und dann kam Dad (About My Father)
- 2023: Glamorous (Fernsehserie, 10 Folgen)
- 2023: And Just Like That … (Fernsehserie, Gastauftritt Folge 2x11)

## Auszeichnungen
Golden Globe
- 2000: Nominierung als Beste Nebendarstellerin – Serie, Mini-Serie oder TV-Film für Sex and the City
- 2001: Nominierung als Beste Nebendarstellerin – Serie, Mini-Serie oder TV-Film für Sex and the City
- 2003: Auszeichnung als Beste Nebendarstellerin – Serie, Mini-Serie oder TV-Film für Sex and the City
- 2004: Nominierung als Beste Nebendarstellerin – Serie, Mini-Serie oder TV-Film für Sex and the City

Emmy
- 2000: Nominierung als Beste Nebendarstellerin in einer Comedyserie für Sex and the City
- 2001: Nominierung als Beste Nebendarstellerin in einer Comedyserie für Sex and the City
- 2002: Nominierung als Beste Nebendarstellerin in einer Comedyserie für Sex and the City
- 2003: Nominierung als Beste Nebendarstellerin in einer Comedyserie für Sex and the City
- 2004: Nominierung als Beste Nebendarstellerin in einer Comedyserie für Sex and the City

Screen Actors Guild Award
- 2001: Nominierung für das Beste Schauspielensemble (gemeinsam mit Sarah Jessica Parker, Cynthia Nixon und Kristin Davis) für Sex and the City
- 2002: Nominierung als Beste Hauptdarstellerin in einer Comedy-Serie für Sex and the City
- 2002: Auszeichnung für das Beste Schauspielensemble (gemeinsam mit Sarah Jessica Parker, Cynthia Nixon und Kristin Davis) für Sex and the City
- 2003: Nominierung als Beste Hauptdarstellerin in einer Comedy-Serie für Sex and the City
- 2003: Nominierung für das Beste Schauspielensemble (gemeinsam mit Sarah Jessica Parker, Cynthia Nixon und Kristin Davis) für Sex and the City
- 2004: Auszeichnung für das Beste Schauspielensemble (gemeinsam mit Sarah Jessica Parker, Cynthia Nixon und Kristin Davis) für Sex and the City
- 2005: Nominierung für das Beste Schauspielensemble (gemeinsam mit Sarah Jessica Parker, Cynthia Nixon und Kristin Davis) für Sex and the City

Goldene Himbeere
- 1991: Nominierung als Schlechteste Nebendarstellerin für Fegefeuer der Eitelkeiten
- 2011: Auszeichnung als Schlechteste Schauspielerin (gemeinsam mit Sarah Jessica Parker, Cynthia Nixon und Kristin Davis) für Sex and the City 2
- 2011: Auszeichnung für das Schlechteste Schauspielensemble (geteilt mit der gesamten Crew) für Sex and the City 2
- 2024: Nominierung als Schlechteste Nebendarstellerin für Und dann kam Dad